# Грб Обреновца
Грб Општине Обреновац састоји се од плавог штита са три бела чамца са једром, а над штитом је бедемска круна са три видљива мерлона. Држачи штита су две чапље у природној боји које придржавају стегове, лева стег Београда, а десна стег Обреновца. Штит стоји на постаменту у виду брежуљка, а под њих је бела лента на којој црним ћириличним словима пише „Обреновац“. 
Грб је прихваћен 2003. године.
Средњи грб је у облику штита плаве боје са сребрним шевроном, између три сребрне шајке са пуним једрима. На шеврону се налази црвено оцило, а на штиту златна бедемска круна са три мерлона.
Грб је осмислило Српско хералдичко друштво Бели орао, а аутор ликовног решења је Александар Палавестра.

### Књиге и научни чланци
- Ацовић, Драгомир М. (2000). Грбови града Београда. Београд: Српска књижевна задруга.
- Ацовић, Драгомир М. (2008). Хералдика и Срби. Београд: Завод за уџбенике.  152135692

### Правна регулатива
- „Статут градске општине Обреновац (пречишћен текст)” (PDF). Службени лист града Београда 19/14. 14. 3. 2014. стр. 10—28.